# Mathew Fraser
Pour les articles homonymes, voir Fraser.
Mat Fraser de son vrai nom Mathew Fraser (né le 25 janvier 1990) est un athlète professionnel de CrossFit connu pour avoir remporté les Crossfit Games en 2016, 2017,,, 2018, 2019 et 2020 après avoir pris la deuxième place en 2014 et 2015.

## Biographie sportive
Après une solide performance en 2014, et le départ à la retraite du quadruple champion en titre Rich Froning Jr, il est favori pour remporter ce titre en 2015, mais est devancé dans la finale par l'Américain Ben Smith. L'année suivante, Fraser s'impose avec une marge confortable face à Ben Smith. En 2017, sa victoire lors des CrossFit Games fera l’objet d’un documentaire sur Netflix, intitulé « The Redeemed and the Dominant : Fittest on Earth ». On le retrouve sur l’affiche de ce dernier, en compagnie de Tia-Clair Toomey, vainqueur de la compétition chez les femmes. Le documentaire retrace la compétition dans sa globalité, et met en exergue le champion au cours des différentes épreuves disputées.
Mathew Fraser participe aux Crossfit Games 2020. Lors du premier volet de la compétition, il domine largement le classement lors des 6 premiers entraînements, devançant le second de cent points. Il remporte l'édition 2020 avec deux fois plus de points que le deuxième.
Mat Fraser annonce prendre sa retraite au début de l'année 2021.
Il est le fils des patineurs artistiques Canadiens Don Fraser et Candace Jones, qui ont terminé ensemble à la quatorzième place de l'épreuve de couple des Jeux olympiques de 1976.

## Classements successifs auxCrossfit Games
| Année | Crossfit Games | Regionals      | Crossfit Open |
| ----- | -------------- | -------------- | ------------- |
| 2014  | 2e             | 1er (Nord-Est) | 7e            |
| 2015  | 2e             | 1er (Est)      | 1er           |
| 2016  | 1er            | 1er (Est)      | 7e            |
| 2017  | 1er            | 1er (Est)      | 1er           |
| 2018  | 1er            | 1er (Centrale) | 1er           |
| 2019  | 1er            | -              | -             |
| 2020  | 1er            | -              | -             |

## Entraînement
Fraser pratique l'haltérophilie jusqu'à une blessure au dos en 2009. Depuis son passage au CrossFit, il ne suit pas de programme d'entraînement en raison des mouvements intenses et variés du CrossFit. En 2017, il déménage à Cookeville.
Avant l'édition 2015 des CrossFit Games, il ne suit aucun régime alimentaire, avec des excès comme la consommation de crème glacée ou de beignets. Sa deuxième place, derrière Ben Smith, le convainc de suivre alors un régime alimentaire plus strict. Bien qu'il ne suive de régime spécifique couramment utilisé chez les adeptes de ce sport, tel le régime paléolithique ou le comptage des macronutriments, il perd quatre kilos.
Mathew Fraser est considéré comme une légende dans le monde du CrossFit. Grâce à ses entraînements et sa régularité, il a remporté de nombreuses compétitions telles que les CrossFit Games, les Open, le CrossFit East Regional et le Rogue Invitational.
Ses records personnels en matière de mouvements montrent son niveau élevé de force physique et de technique, avec des poids de 220 kg pour le back squat, 170 kg pour le clean and jerk, 143 kg pour le snatch et 245 kg pour le deadlift.
Ce qui distingue réellement Matthew des autres athlètes de CrossFit est sa détermination inébranlable et son attitude à ne jamais rien lâcher.